# سان دوني - بورت دو باريس (مترو باريس)
سان دوني - بورت دو باريس (بالفرنسية: Saint-Denis – Porte de Paris)‏ هي محطة مترو تابعة لمترو باريس تقع في فرنسا في سان دوني.
مترو باريس (بالفرنسية: Métro de Paris [metʁo də paʁi] ؛ اختصار ل Métropolitain [metʁɔpɔlitɛ̃]) هو نظام نقل سريع في منطقة العاصمة باريس، فرنسا. رمزا للمدينة، وهي معروفة بكثافتها داخل الحدود الإقليمية للعاصمة، والهندسة المعمارية الموحدة والمداخل الفريدة المتأثرة بفن الآرت نوفو. معظمها تحت الأرض وطولها 226.9 كيلومتر (141.0 ميل). لديها 308 محطة، منها 64 محطة بها تنقلات بين الخطوط. هناك 16 خطا (مع أربعة خطوط إضافية قيد الإنشاء)، مرقمة من 1 إلى 14 ، مع سطرين ، 3 مكرر و 7 مكرر ، سميت لأنها بدأت كفروع للخط 3 والخط 7 على التوالي. الخط 1 والخط 4 والخط 14 مؤتمتة. يتم تحديد الخطوط على الخرائط حسب الرقم واللون ، مع الإشارة إلى اتجاه السفر بواسطة المحطة.
يعد سان دوني ثاني أكثر أنظمة المترو ازدحاما في أوروبا ، بعد مترو موسكو، وكذلك عاشر أكثر أنظمة المترو ازدحاما في العالم. نقلت 1.520 مليار مسافر في عام 2015 ، 4.16 مليون مسافر يوميا، وهو ما يمثل 20٪ من إجمالي حركة المرور في باريس. إنه أحد أكثر أنظمة المترو كثافة في العالم ، مع 244 محطة داخل 105.4 كم (41 ميل مربع) من مدينة باريس. تعد Châtelet-Les Halles التي تضم خمسة خطوط مترو وثلاثة خطوط RER ، واحدة من أكبر محطات المترو في العالم، ومع ذلك فإن النظام يعاني من ضعف إمكانية الوصول بشكل عام ، لأن معظم المحطات تم بناؤها تحت الأرض قبل أن يصبح هذا أحد الاعتبارات. افتتح السطر الأول دون احتفال في 19 يوليو 1900 ، خلال المعرض العالمي.
توسع النظام بسرعة حتى الحرب العالمية الأولى واكتمل جوهر بحلول 1920s. تم بناء امتدادات في الضواحي في 1930s. وصلت الشبكة إلى التشبع بعد الحرب العالمية الثانية بقطارات جديدة للسماح بزيادة حركة المرور ، ولكن تم تقييد المزيد من التحسينات بسبب تصميم الشبكة وخاصة المسافات القصيرة بين المحطات. إلى جانب المترو، يخدم وسط باريس ومنطقتها الحضرية خمسة خطوط RER (587 كم (365 ميل) مع 257 محطة)، واثني عشر خطا للترام (156 كم (97 ميل) مع 235 محطة) مع اثنين إضافيين قيد الإنشاء، وثمانية قطارات ضواحي ترانسيليان (1 كم (299 ميل) مع 807 محطة) ، بالإضافة إلى ثلاثة خطوط VAL في مطار شارل ديغول ومطار أورلي.في أواخر 392s، تم وضع الخط 1990 في الخدمة لتخفيف RER A. يشكل الخط 14 الذي يصل إلى Mairie d'Aubervilliers في عام 12 أحدث امتداد للشبكة. ويجري حاليا إنشاء برنامج توسعة كبير بأربعة خطوط مترو مدارية جديدة (2022 و 15 و 16 و 17) حول منطقة إيل دو فرانس، خارج حدود مدينة باريس. توسعات أخرى قيد الإنشاء حاليا على الخط 18 والخط 11. وتوجد خطط أخرى للخط 14 والخط 1، وكذلك دمج الخطين 10 مكررا والخط 3 مكررا.

## التسمية
Métro هو الاسم المختصر للشركة التي كانت تدير في الأصل معظم الشبكة: Compagnie du chemin de fer métropolitain de Paris S.A. ("شركة باريس متروبوليتان للسكك الحديدية المحدودة") ، والمختصرة إلى "Le Métropolitain". سرعان ما تم اختصاره إلى métro ، والذي أصبح تسمية شائعة واسما تجاريا لأنظمة النقل السريع في فرنسا وفي العديد من المدن في أماكن أخرى.
يتم تشغيل Métro من قبل Régie autonome des transports parisiens (RATP) ، وهي هيئة نقل عام تدير أيضا جزءا من شبكة RER وخطوط السكك الحديدية الخفيفة والعديد من خطوط الحافلات. تم اعتماد اسم métro في العديد من اللغات ، مما يجعلها الكلمة الأكثر استخداما لنظام النقل الحضري (تحت الأرض بشكل عام). من الممكن أن تكون "Compagnie du chemin de fer métropolitain" قد تم نسخها من اسم شركة السكك الحديدية الرائدة تحت الأرض في لندن،  سكة حديد متروبوليتان ، التي كانت تعمل منذ ما يقرب من 40 عاما قبل افتتاح الخط الأول في باريس.

## معرض صور

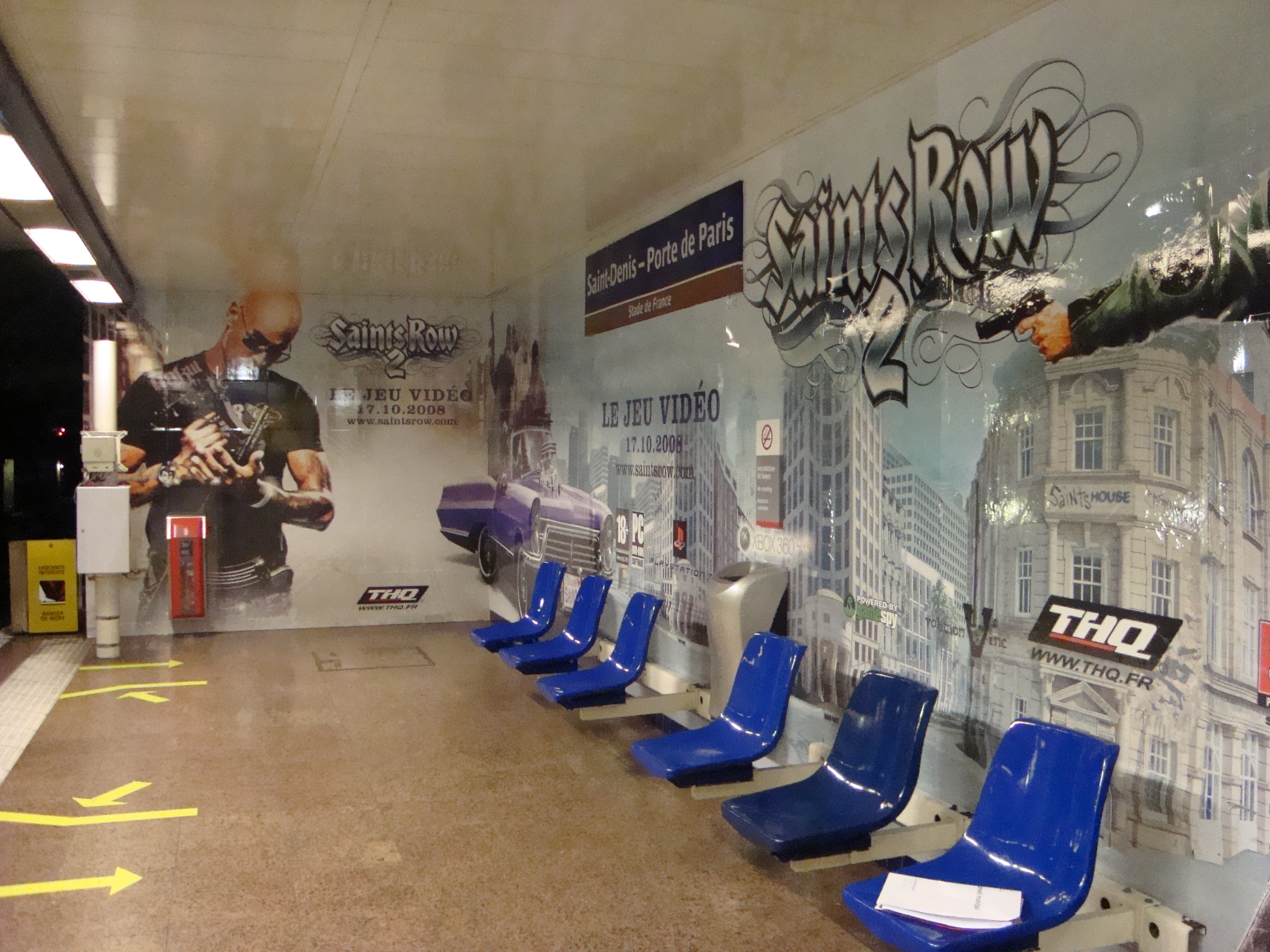
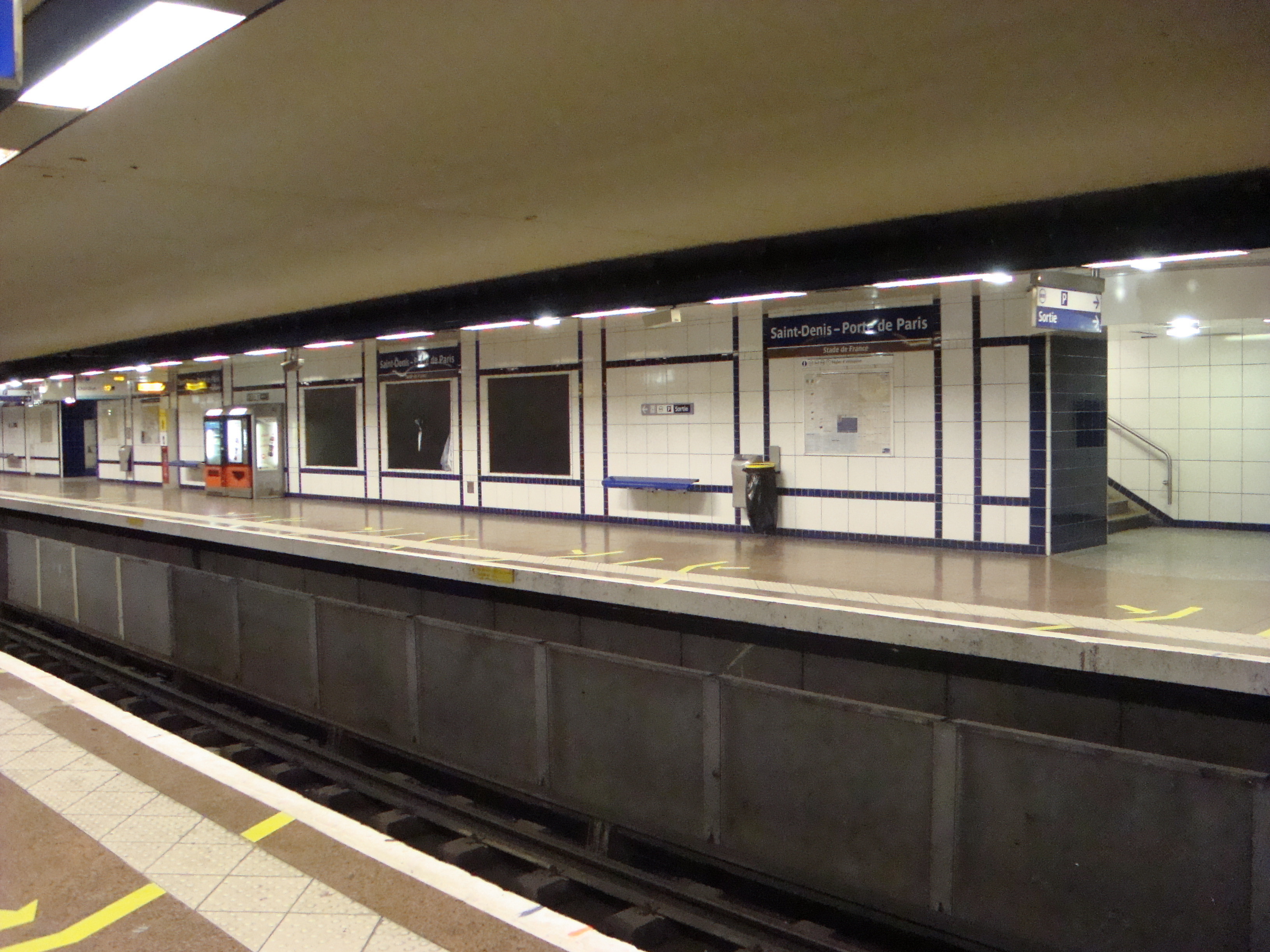
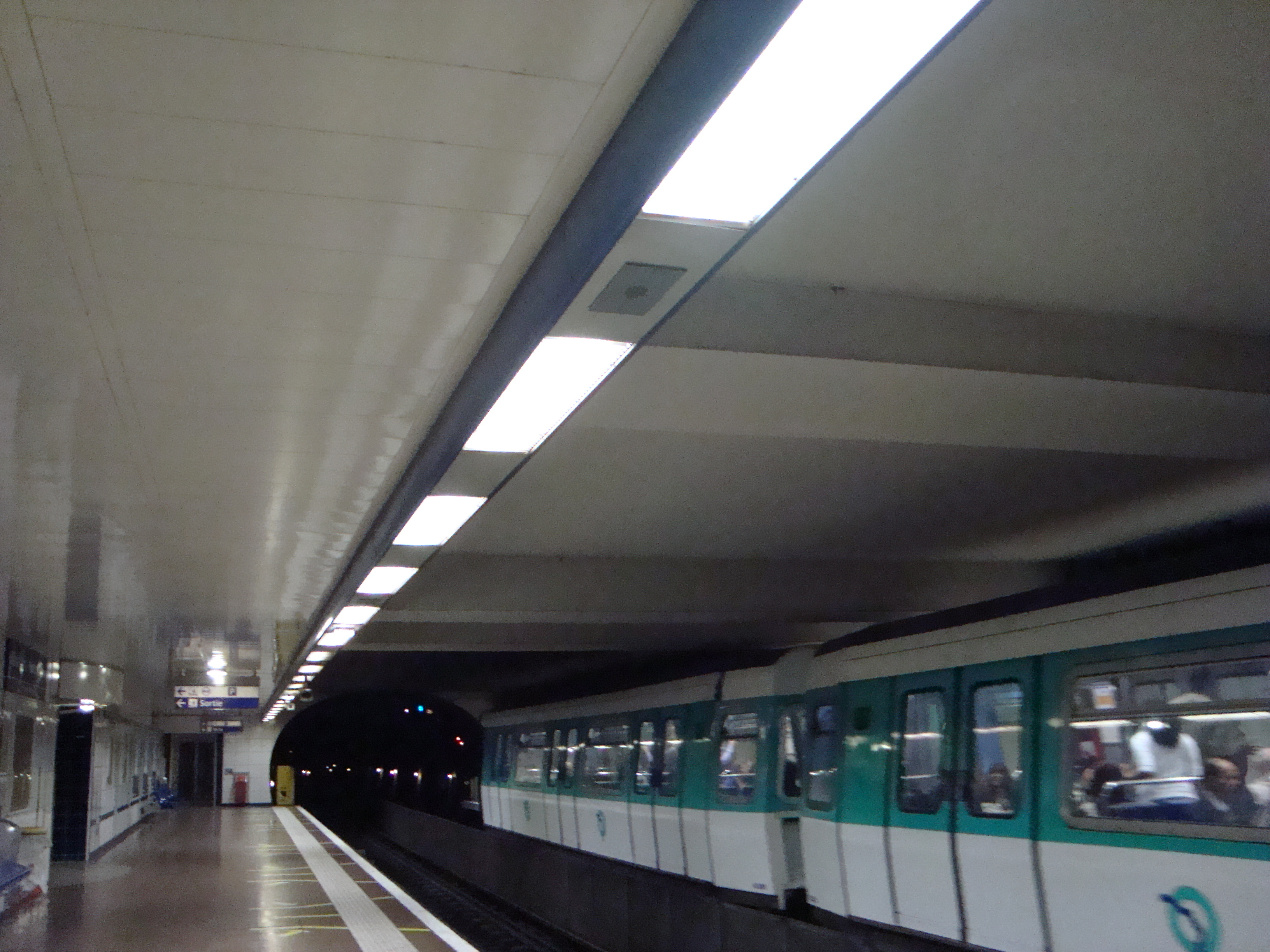